# Marc Klein Essink
Marc Cornelis Reindert Klein Essink (Naarden, 18 maart 1960) is een Nederlands acteur en televisiepresentator.
Klein Essink studeerde na het atheneum aan het Willem de Zwijger College in Bussum, twee jaar Nederlandse taal- en letterkunde en van 1986 tot 1988 Nederlands recht aan de Universiteit van Amsterdam.
Van 1993 tot en met 2009 was hij getrouwd met Carolien van den Berg, met wie hij twee kinderen heeft.

## Carrière
Toneel (selectie)
- Publiekstheater (1982-1984)
- Vrije producties
- Max Havelaar (2005)
- Het Thriller Theater: Moordspel (2006)
- De Batavia - (2007/2008)
- De Gelukkige Huisvrouw (2009/2010)
- Ontrouw (2010/2011)
- De Kleine Zielen (2012/2013)
- Eline Vere (2015)

Film
- Brandende liefde - Eric (1983)
- De aanslag - Student (1986)
- In de schaduw van de overwinning - Bewaker (1986)
- Mama is boos! - Floormanager (1986)
- Mallacca - the Dutchman (1987, Zweedse film)
- Grijpstra en de Gier 2: De Ratelrat - Simon Cardozo (1987)
- BNN: K.R.S.T.M.S - Robert ten Brink (1995, televisiefilm)
- Bride Flight - Bob Doorman (2008)

Televisieseries
- Zeg 'ns Aaa - Verkoper (VARA, 1986)
- Dossier Verhulst  - Meneer Spoelma (TROS, 1986)
- Medisch Centrum West  - Jan van de Wouden* (TROS, 1988-1993)
- Der Alte (Onze ouwe) - Politierechercheur (1988, afl. 126) (Duitse serie)
- Peter Strohm - Eerste rechercheur (1989) (Duitse serie)
- Coverstory - Berend van Zuilen* (NCRV, 1993-1995)
- De Brug - Anton Meerdink* (KRO, 1990)
- Consult - Derk Steggerda* (TROS, 1996)
- Baantjer - Notaris Rossier (RTL 4, 1999)
- Trauma 24/7 - Ronald den Hartog* (Net5, 2002)
- Russen - Johan Franken (KRO, 2003)
- Spoorloos Verdwenen - Wilco Brouwer (AVRO, 2007)
- Bellicher, de macht van meneer Miller - Wolbert Allaart (VPRO, 2010)
- Bellicher, cel - Wolbert Allaart (VPRO, 2013)
- Dokter Tinus - Pastoor Poortman (SBS6, 2013)
- De TV Kantine - Als zichzelf (RTL 4, 2018)

NB: * = hoofdrol
Presentatie
- De 100.000Gulden Show (Veronica, 1990-1991)
- Het laatste woord (Veronica, 1990)
- Staatsloterijshow (Veronica, 1992-1995/ RTL 4, 1995-2004)
- Casino Royal (Veronica, 1992-1993)
- Kans voor een Kind (Veronica, 1992)
- Klein-Essink & Co (RTL 4, 1995)
- Heb Ik Dat? (RTL 4, 1996-2001)
- RTL Live (RTL 4, 1998)
- Staatsloterijshow: The Big Mission (RTL 4, 2002)
- De TV Top 5 (RTL 4, 2003)
- BankGiro Loterij Bankgeheim (TROS, 2005)
- BankGiro Loterij Kies de Kluis (TROS, 2006)
- De Lijf Show (SBS6, 2012-2014, in 2015 opgevolgd door Viktor Brand)
- De Grote Vakantieshow (SBS6, 2013)
- BankGiro Loterij Kluizenspel (SBS6, 2014-)